# Dead Heart in a Dead World
Dead Heart in a Dead World – czwarty album studyjny zespołu Nevermore, grającego progresywny metal, wydany w październiku 2000 roku.
Według danych z kwietnia 2002 album sprzedał się w nakładzie 19,962 egzemplarzy na terenie Stanów Zjednoczonych.

## Lista utworów
1. "Narcosynthesis" – 5:31
2. "We Disintegrate" – 5:11
3. "Inside Four Walls" – 4:39
4. "Evolution 169" – 5:51
5. "The River Dragon Has Come" – 5:05
6. "The Heart Collector" – 5:55
7. "Engines of Hate" – 4:42
8. "The Sound of Silence" (Paul Simon) – 5:13
9. "Insignificant" – 4:56
10. "Believe in Nothing" – 4:21
11. "Dead Heart in a Dead World" – 5:08
12. "Next in Line" (bonus video track)
13. "What Tomorrow Knows" (bonus video track)